# Разінков Ігор Прокопович
Ігор Прокопович Разінков (3 грудня 1965, с. Нечаяне Миколаївська область) — український військовик, генерал-лейтенант запасу, з 2016 року тимчасовий виконувач обов'язків голови, перший заступник голови Служби зовнішньої розвідки України.

## Життєпис
Має три вищі освіти: військову, економічну, юридичну.
У спецслужбах України з 1992 року по т.ч.
З 01.03.2014 року — перший заступник Голови Служби зовнішньої розвідки України.
З 09.06.2016 року — тимчасовий виконувач обов'язків Голови Служби зовнішньої розвідки України.
Передбачену Законом України «Про очищення влади» люстраційну перевірку пройшов.
17 жовтня 2017 року Президент України Петро Порошенко звільнив Ігоря Разінкова з посади першого заступника голови Служби зовнішньої розвідки України (указ Президента № 329 від 17.10.2017).

## Сім'я
Одружений. Має доньку.

## Нагороди
Нагороджений орденом «За заслуги» ІІІ ступеня, іменним годинником від Президента України, багатьма медалями та відзнаками.